# محافظة لام دونغ
محافظة لام دونغ  ( بالفيتنامية : Lâm Đồng ) هي إحدى محافظات فيتنام. وتقع في وسط المنطقة الجبلية.

## روابط إضافية
- Official government website نسخة محفوظة 8 أبريل 2007 على موقع واي باك مشين.